# Иль-Алда
Иль-Алди, Абу-Мансур Сади Девели (осман. إيلالدي بن إبراهيم‎,тур. Ebumansur Sadidevle İlaldı, 1110-1142 годах; ум.1142 году) правитель бейлика Иналогуллары из одноимённой династии.
Илалди был сыном правителя бейлика Иналогуллары Ибрагима. После смерти  Ибрагима в 1110 году  Илалди стал главой княжества . В первые годы своего правления Илалди расширил свои земли, воюя с Ахлатшахами и участвовал в походах сельджуков против крестоносцев.
В 1134 году Диярбакыр был осажден эмиром Мардина Артукидом Тимурташем, его племянником Артукидом эмиром Хасанкейфы Давудом и эмиром Мосула Имадуддином Зенги.  Стены города выдержали осаду и нападавшие ушли ни с чем.
Илалди  умер в 1142 году, ему наследовал его сын Шемсюльмюльк Махмуд.